# W obronie Telewizji Trwam
W obronie Telewizji Trwam – cykl marszów protestacyjnych przeciwko brakowi pozytywnego dla Telewizji Trwam rozstrzygnięcia KRRiT w konkursie na rozszerzenie koncesji o możliwość nadawania w pierwszym multipleksie Naziemnej Telewizji Cyfrowej.
Telewizja Trwam została zgłoszona przez Fundację Lux Veritatis do ogłoszonego przez Krajową Radę Radiofonii i Telewizji konkursu na rozszerzenie koncesji o możliwość nadawania w pierwszym multipleksie Naziemnej Telewizji Cyfrowej. Do konkursu wpłynęło 17 wniosków, dla których przeznaczone były tylko 4 miejsca. W wyniku rozstrzygnięcia tego konkursu, koncesja dla Telewizji Trwam nie została rozszerzona.
Takie rozstrzygnięcie konkursu wywołało kontrowersje i protesty różnych środowisk, m.in.: Stowarzyszenia Dziennikarzy Polskich, Rady Stałej Konferencji Episkopatu Polski, Katolickiego Stowarzyszenia Dziennikarzy, Stowarzyszenia Solidarni 2010, Klubów Gazety Polskiej, NSZZ „Solidarność”, klubów parlamentarnych Prawa i Sprawiedliwości, Solidarnej Polski, a także: Prawicy Rzeczypospolitej, Unii Polityki Realnej, Stronnictwa „Piast”, Ruchu Patriotycznego, Porozumienia Polskiego, Organizacji Narodu Polskiego – Ligi Polskiej, Kongresu Nowej Prawicy, Konfederacji Polski Niepodległej i Ligi Polskich Rodzin.
Zarząd Główny Stowarzyszenia Dziennikarzy Polskich zaapelował do KRRiT o ponowne rozpatrzenie wniosku, wyrażając przekonanie, iż eliminowanie Telewizji Trwam z grona nadawców naziemnej telewizji cyfrowej jest zaprzeczeniem fundamentalnych zasad państwa demokratycznego – wolności słowa, pluralizmu poglądów, swobody ich głoszenia i równego dla wszystkich podmiotów dostępu do środków technicznych zapewniających możliwość prezentowania tych poglądów społeczeństwu.
W reakcji na te działania przedstawiciele świata nauki i kultury zaapelowali o powstrzymanie się od działań i wypowiedzi, które mogłyby wywrzeć presję na sąd lub Krajową Radę Radiofonii i Telewizji w sprawie TV Trwam.
Z prośbą o wyjaśnienie sprawy do KRRiT zwrócił się Rzecznik Praw Obywatelskich oraz Helsińska Fundacja Praw Człowieka, zgłaszając szczególne zastrzeżenia wobec braku transparentnych kryteriów wyboru nadawców w konkursie. W wyniku zamieszania medialnego wokół sprawy pojawiły się też błędne informacje, m.in. o tym, że w wyniku braku rozszerzenia koncesji Telewizja Trwam przestanie być dostępna w sieciach telewizji kablowych.

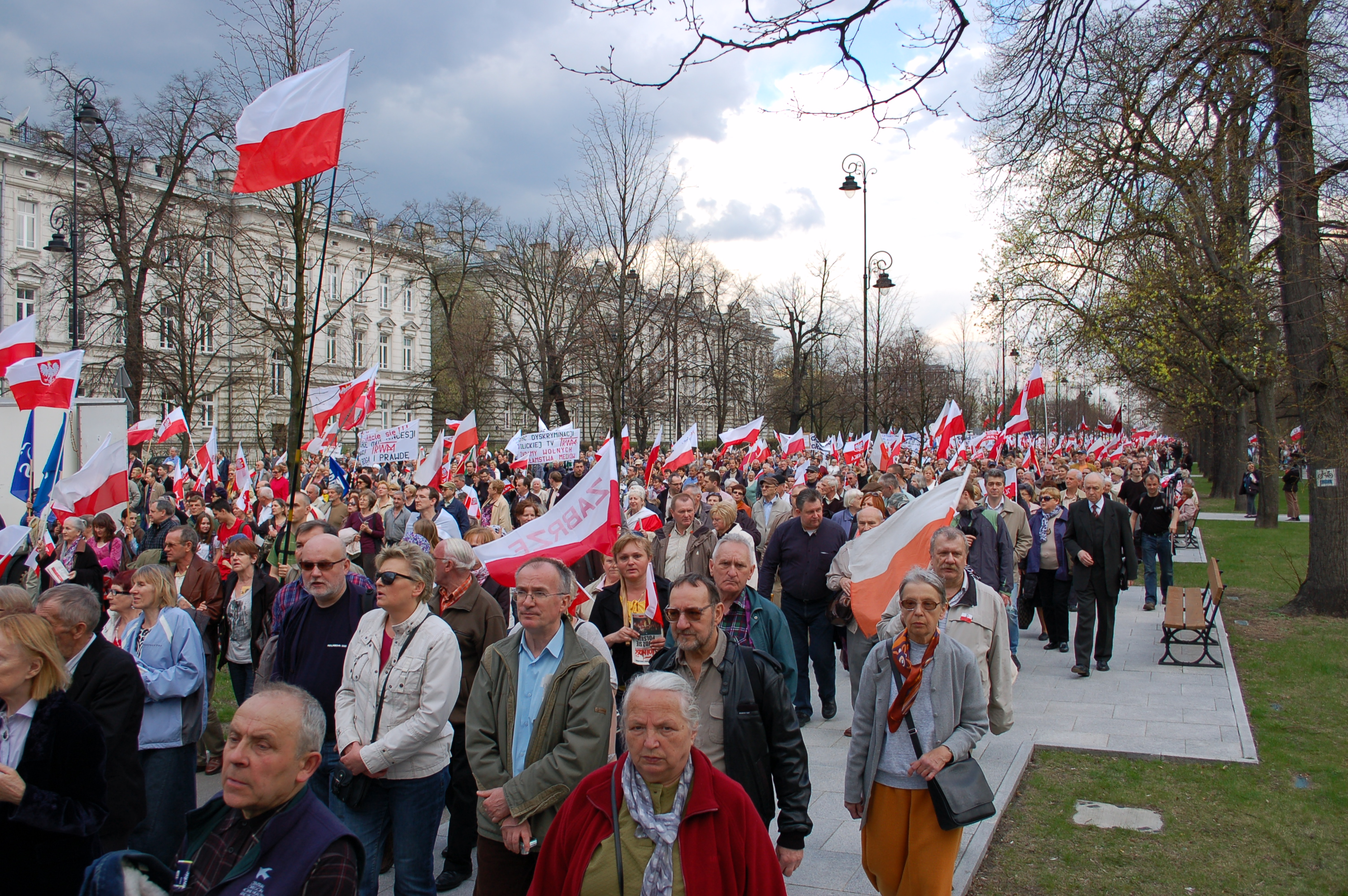
Ogólnopolski marsz w obronie Telewizji Trwam, Warszawa, 21 kwietnia 2012

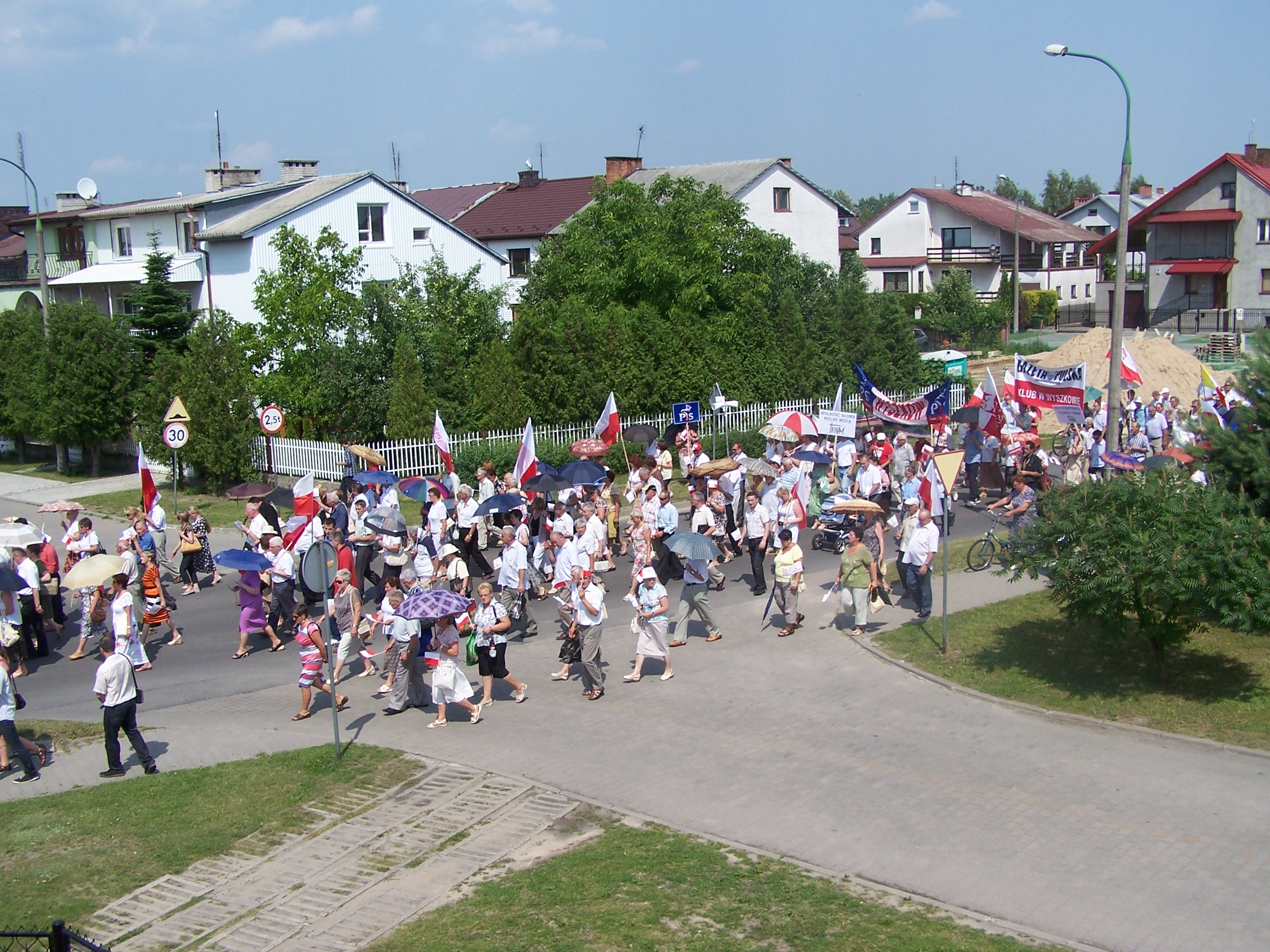
Marsz w obronie Telewizji Trwam, Wyszków, 1 lipca 2012

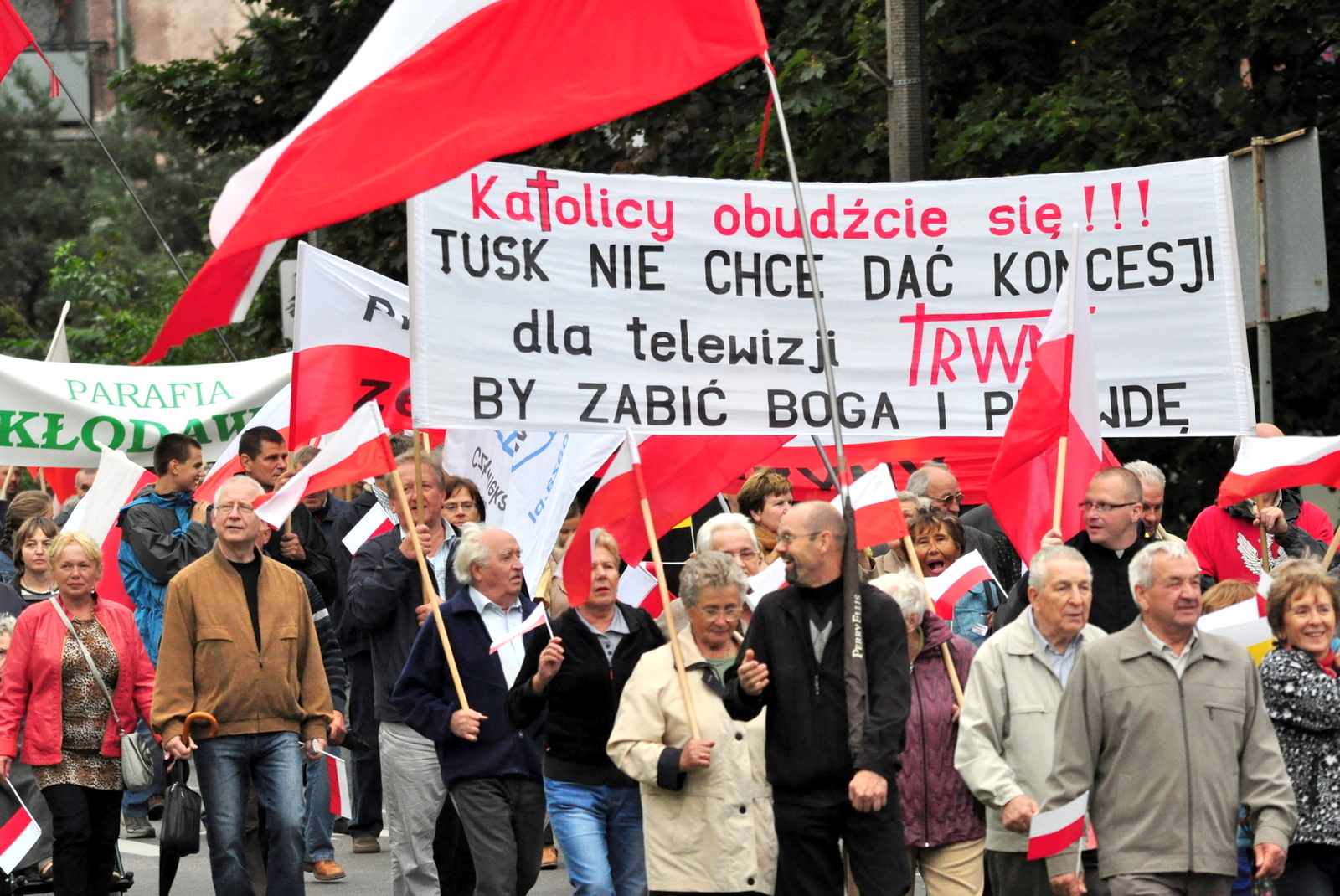
Marsz w obronie Telewizji Trwam, Gorzów Wlkp., 15 września 2012

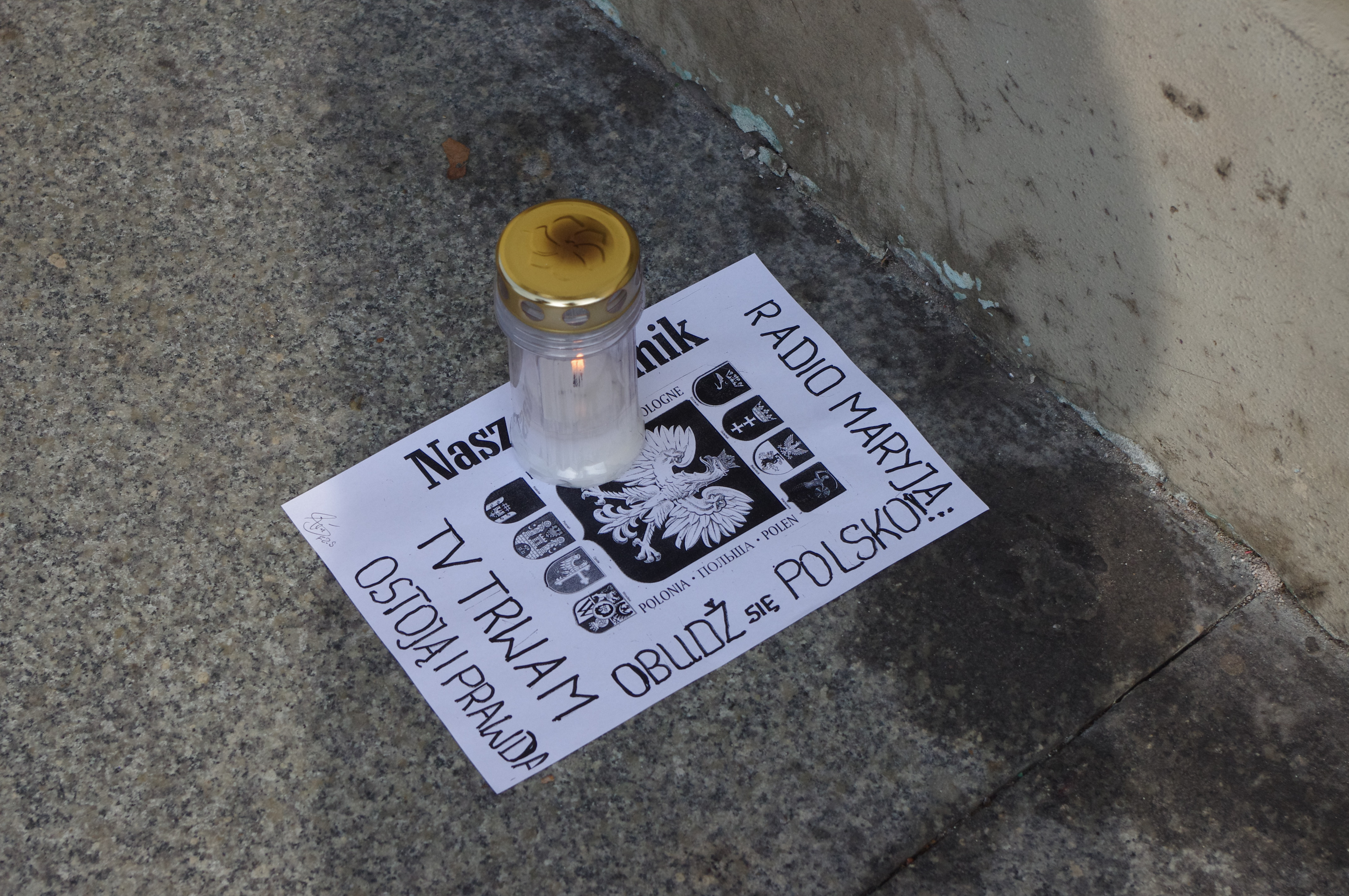
Ulotka Marszu „Obudź się Polsko” z 2012 r., przed Kościołem św. Anny w Warszawie

Fundacja Lux Veritatis, podobnie jak czterech innych nadawców, złożyła odwołanie od decyzji o nieprzyznaniu koncesji. W styczniu 2012 KRRiT swoją decyzję podtrzymała, argumentując, że kieruje się wyłącznie względami finansowymi, a Fundacja Lux Veritatis zdaniem Krajowej Rady nie gwarantowała powodzenia finansowego przedsięwzięcia. Przewodniczący KRRiTV Jan Dworak stwierdził, że fundacja nie przedstawiła dokumentów, które świadczyłyby o możliwości sfinansowania nadawania na multipleksie (7 mln zł rocznie przez okres 10 lat oraz koszt udzielenia dziesięcioletniej koncesji – ok. 12 mln zł). Podkreślał, że fundacja odmówiła udzielenia Krajowej Radzie informacji na temat pożyczki udzielonej przez Warszawską Prowincję Redemptorystów. Z kolei przedstawiciele fundacji wykazywali, że pod wieloma względami (wysokość aktywów trwałych, aktywów obrotowych, kapitał własny oraz zysk (strata pokryta datkami) za 2010 rok) znajduje się ona w lepszej kondycji finansowej od części nadawców, którzy koncesje otrzymali. Nie dotyczy to jednak funduszy, jakie fundacja może przeznaczyć na finansowanie nadawania. Fundacja Lux Veritatis, jako jedyny nadawca ze starających się o koncesje na nadawanie w multipleksie cyfrowym, nie zgodziła się na opublikowanie uzasadnienia decyzji KRRiT. W lutym 2012 fundacja Lux Veritatis, podobnie jak Mediasat – nadawca kanału Tele5, zaskarżyły decyzję KRRiT do Wojewódzkiego Sądu Administracyjnego w Warszawie. 25 maja 2012 sąd odrzucił obie skargi. W dniu 24 sierpnia 2012 Fundacja Lux Veritatis złożyła do Naczelnego Sądu Administracyjnego skargę kasacyjną do wyroku Wojewódzkiego Sądu Administracyjnego w Warszawie w sprawie decyzji KRRiT o przydziale koncesji na multipleksie 1.
W całej Polsce i poza jej granicami organizowane były także manifestacje „w obronie Telewizji Trwam i wolności słowa”. Do końca czerwca 2013 odbyło się ich 175, w tym jedna pielgrzymka na Jasną Górę (24.03.2012) oraz dwa ogólnopolskie w Warszawie. Pierwszy ogólnopolski marsz w obronie stacji odbył się w Warszawie 21 kwietnia 2012, który zgromadził według różnych szacunków kilkadziesiąt tysięcy osób, a jak podają organizatorzy nawet 120 tys. osób. Drugi odbył się 29 września 2012 i zgromadził według organizatorów 500 tysięcy osób.
Do końca czerwca 2013 do Krajowej Rady Radiofonii i Telewizji protesty przesłało ponad 2,5 miliona osób. Liczba ta została wyliczona przez wolontariuszy na podstawie kopii przesłanych do Radia Maryja. Przedstawiciele KRRiT poinformowali publicznie, że nie liczyli przesłanych protestów. Protestujący natomiast twierdzili, że Telewizja Trwam była wówczas dyskryminowana przez władze, głównie przez rządzącą koalicję PO-PSL z powodów politycznych w odwecie za krytykowanie większości ich poczynań oraz za propagowanie wartości chrześcijańskich. Manifestujący uznali, że KRRiT nie podała kryteriów przyznawania koncesji i przydzielała je uznaniowo z naruszeniem zasad pluralizmu i demokracji. Protestujący domagali się wolności słowa, w tym przede wszystkim możliwości podawania, jak to określili, prawdy w mediach oraz żądali zaprzestania przez władze publiczne dyskryminacji katolików i mediów katolickich. Zarówno KRRiT, jak i partie rządzące całkowicie odrzuciły te zarzuty jako bezpodstawne. KRRiT zleciła dodatkowo badania, które wykazały, że oglądalność programów Eska TV i Polo TV (które koncesje otrzymały) była wówczas dwa razy wyższa niż oglądalność TV Trwam.
Protestujących poparł publicznie papież Benedykt XVI np. po modlitwie „Anioł Pański” 8 lipca 2012 i wysocy hierarchowie Kościoła Katolickiego. Kilkakrotnie poparcia udzielił także Episkopat Polski np. w komunikacie z 358. zebrania plenarnego 23 czerwca 2012.
Przedstawiciele KRRiTV wyrażali opinię, że proces administracyjny się skończył, Krajowa Rada nie może już zmienić swojej decyzji w sprawie koncesji, a rozstrzygnięcie należy do sądu.
29 września 2012 odbył się marsz Prawa i Sprawiedliwości, NSZZ „Solidarność” oraz Solidarnej Polski pod hasłem „Obudź się Polsko”, który był również kolejnym ogólnopolskim marszem „w obronie wolnych mediów” w tym Radia Maryja i Telewizji Trwam oraz przeciwko polityce rządu Platformy Obywatelskiej. Marsz przeszedł ulicami Warszawy i zgromadził według organizatorów ok. 180 tys. ludzi. Służby porządkowe szacowały liczbę uczestników na około 40–50 tys. ludzi.
Podczas marszu głoszono hasła wzywające do usunięcia rządu PO (deklaracja lidera NSZZ „Solidarność” Piotra Dudy, „My wam jako związek Solidarność pomożemy, by ta władza jak najszybciej odeszła do historii, a nawet nie do historii”). Na tej podstawie Lech Wałęsa w swoim wywiadzie sformułował stwierdzenie, że marsz miał antydemokratyczny charakter.
Marsze w obronie Telewizji Trwam były organizowane także w 2013 (m.in. w Poznaniu 18 października 2013 i we Wrocławiu 23 listopada 2013).